# Lukhanyo Am
Lukhanyo Am (King William's Town, 28 novembre 1993) è un rugbista a 15 sudafricano, che gioca nel ruolo di tre quarti centro negli Sharks nello United Rugby Championship. Nel 2019 e nel 2023 ha vinto la Coppa del Mondo con il Sudafrica.

## Biografia
Tra il 2012 ed il 2013, Am rappresentò a livello giovanile i Border Bulldogs nelle categorie under-19 ed under-21. Nello stesso periodo trascorse sei mesi in Inghilterra presso l'accademia dei Saracens grazie ad un programma di scambio tra RFU e SARU rivolto a giovani giocatori provenienti da situazioni sociali difficili. Il suo esordio professionistico avvenne nell'aprile del 2013 in un incontro di Vodacom Cup disputato con la maglia dei Border Bulldogs . L'anno successivo passò ai Falcons per giocare la Vodacom Cup 2014. Il 2015 lo vide ritornare ai Border Bulldogs, con i quali, dopo aver disputato la Vodacom Cup, esordì nella seconda divisione di Currie Cup. Al termine della stagione firmò un contratto con i Natal Sharks, ma, senza nemmeno debuttare con la sua nuova squadra, fu mandato in prestito ai Southern Kings, franchigia con cui partecipò al Super Rugby 2016. Nell'autunno 2016, ritornò definitivamente ai Natal Sharks ed alla franchigia collegata degli Sharks, con la quale scese in campo nella sconfitta contro i Lions ai quarti di finale del Super Rugby 2017. Dopo aver perso per un'altra volta ai quarti nel Super Rugby 2018, un infortunio subito in nazionale non gli permise di partecipare alla vittoriosa campagna dei Natal Sharks in Currie Cup.
Am fu convocato per la prima volta nel Sudafrica dal commissario tecnico Allister Coetzee; incluso nella squadra per affrontare la Francia durante il tour dei transalpini dell'estate 2017, dovette ritornare a casa senza giocare nemmeno un minuto a causa di una frattura allo zigomo. Coetzee lo chiamo nuovamente negli Springboks per la tournée europea dell'autunno 2017 e questa volta riuscì ad esordire nell'ultimo incontro con il Galles. Nel giugno 2018, il nuovo selezionatore del Sudafrica Rassie Erasmus lo schierò titolare in due delle partite del tour africano dell'Inghilterra. Successivamente partecipò al The Rugby Championship 2018, ma una frattura del braccio subita nella vittoria contro la Nuova Zelanda alla quarta giornata gli precluse il resto del torneo e della stagione internazionale.

## Palmarès
- Coppe del mondo: 2
Sudafrica: 2019, 2023
- Challenge Cup: 1
Sharks: 2023-24